# Carla Del Poggio

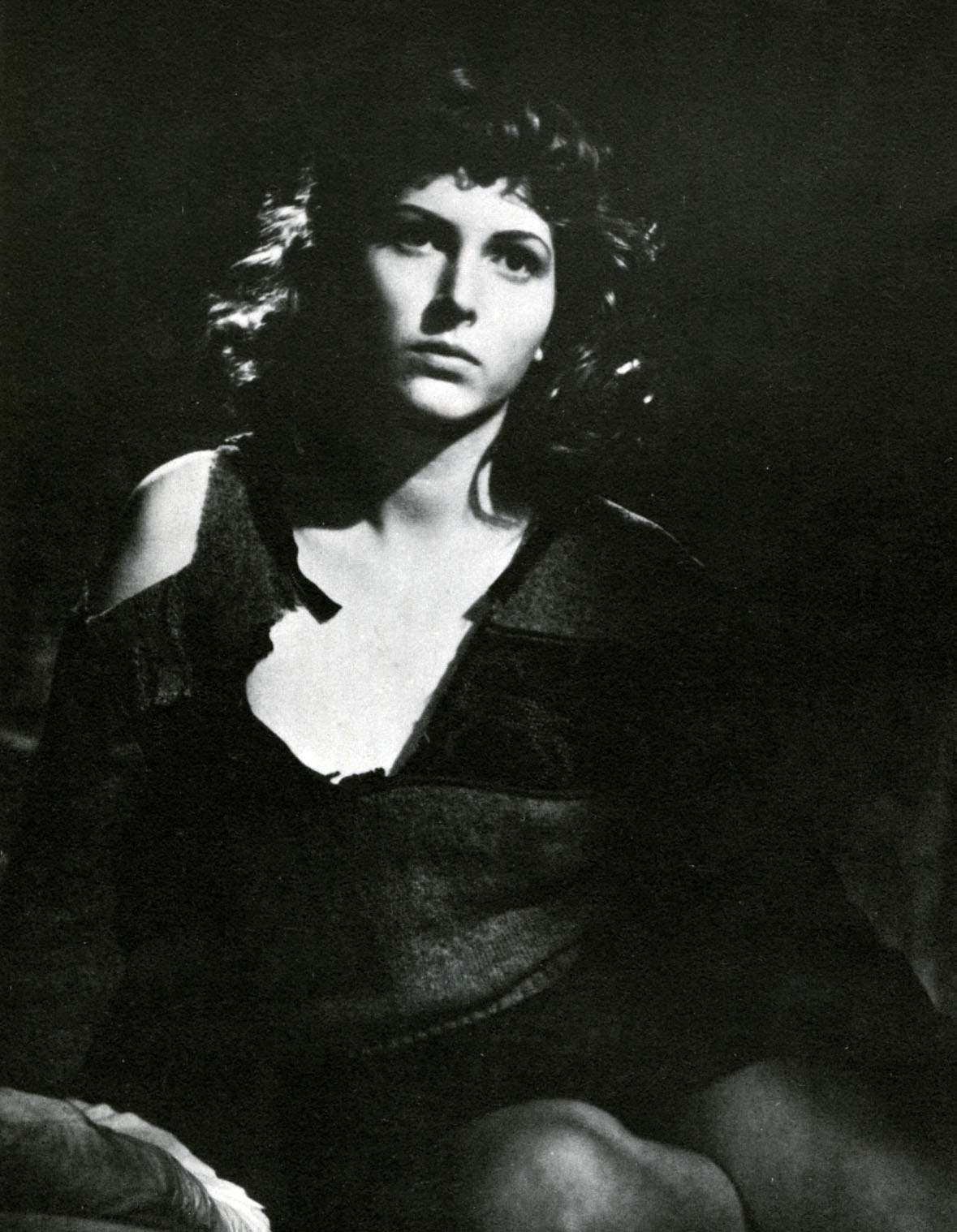
Del Poggio 1947

Carla Del Poggio (2 de dezembro de 1925 — 14 de outubro de 2010) foi uma atriz de cinema, teatro e televisão italiana.